# Epinannolene cubensis
Epinannolene cubensis är en mångfotingart som först beskrevs av Charles Harvey Bollman 1888.  Epinannolene cubensis ingår i släktet Epinannolene och familjen Epinannolenidae. Inga underarter finns listade i Catalogue of Life.